# بانوفتس ناد بيبرافو
بانوفتس ناد بيبرافو (بالسلوفاكية: Bánovce nad Bebravou)‏ مدينة في شمال غرب سلوفاكيا وتتبع أقليم ترنشين، تقع المدينة على ضفاف نهر بيبرا ، وهو نهر في المنطقة الوسطى من سلوفاكيا. تبلغ مساحة بانوفتسه ناد بيبرافو حوالي 20.56 كيلومتر مربع ، ويبلغ عدد سكانها حوالي 8,000 نسمة (حسب تقديرات عام 2021).

## الموقع

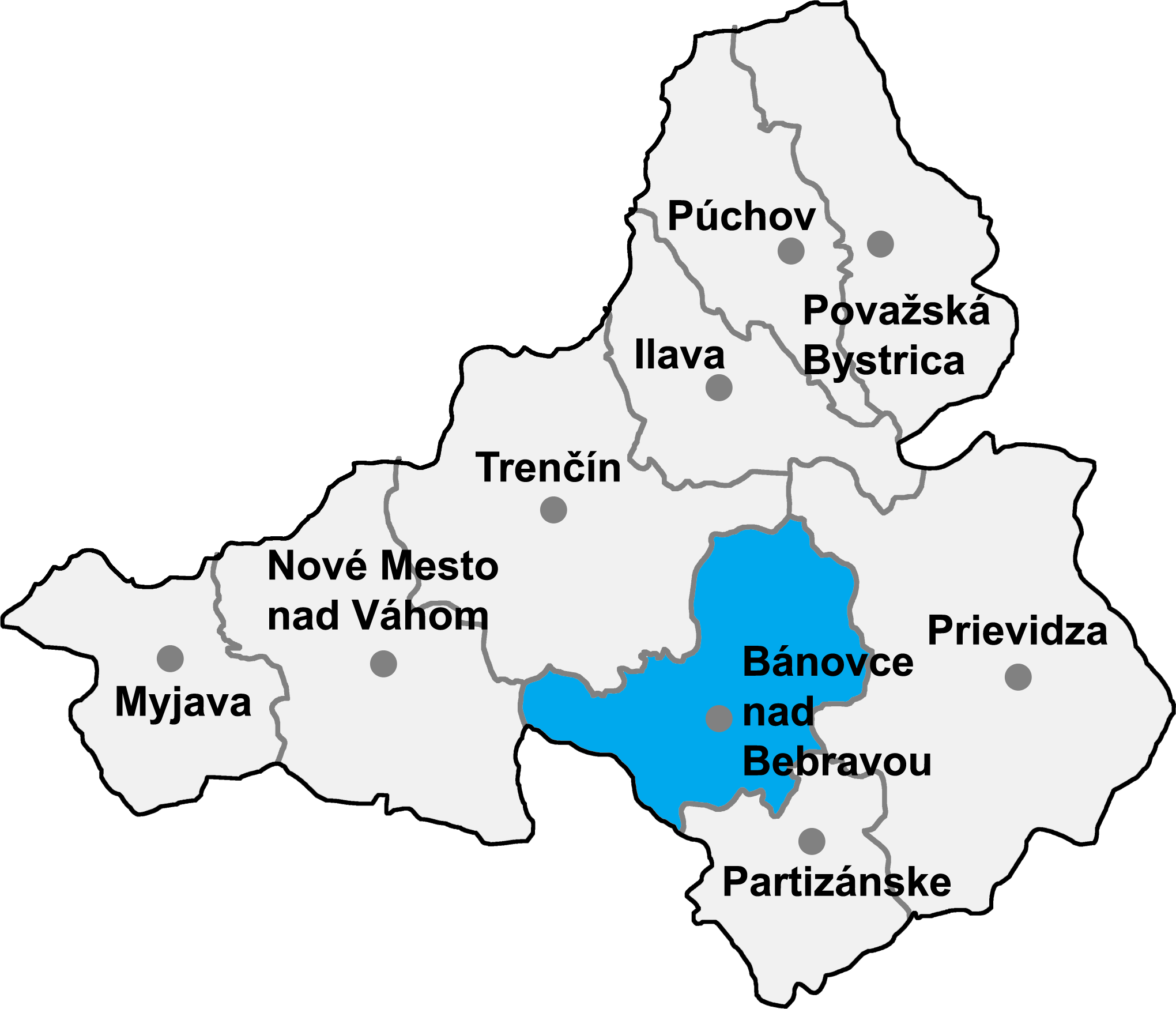
موقع بانوفتس ناد بيبرافو في إقليم ترنتشن